# Park Narodowy Harzu
Park Narodowy Harzu (niem. Nationalpark Harz) - obejmuje masyw górski Harzu w Niemczech, na terenie Saksonii-Anhalt i Dolnej Saksonii, pomiędzy miastami Herzberg am Harz na południowym zachodzie a Ilsenburg (Harz) i Wernigerode na północnym wschodzie. Utworzony w roku 2006 przez połączenie dwóch istniejących tu wcześniej Nationalpark Harz (od 1994) w Dolnej Saksonii i Nationalpark Hochharz (od 1990) w Saksonii-Anhalt. Liczy 24.759 ha powierzchni, a jego teren leży na wysokościach od 230 m n.p.m. na północy do 1141 m n.p.m.
Park obejmuje przekrój pięter wysokościowych Harzu, od lasów bukowych dolnego regla, przez górnoreglowe bory świerkowe, po roślinność subalpejską na kopule szczytowej Brocken. Unikatem są rozległe torfowiska górskie. Znaczna część lasów jest pozostawiona w stanie naturalnym, m.in. w lasach świerkowych centralnej części Parku zezwala się na naturalny rozwój gradacji kornika drukarza i nie zwalcza się tego gatunku, w wyniku czego wiele świerków zamiera, ale z punktu widzenia ekosystemu jest to mniej niszczące niż stosowane w lasach gospodarczych zwalczanie kornika przez wycinanie zasiedlonych świerków. W tzw. eksperymencie na Quitschenberg wykazano, że las po gradacji kornika regeneruje się szybko i znacznie lepiej niż po próbach zwalczania kornika i następnie rozciągnięto tę politykę na większość lasów świerkowych Parku. Korniki są natomiast zwalczane w 500–1000 m strefie przy granicach Parku, aby zapobiec ich przedostawaniu się do sąsiednich lasów gospodarczych.
Ponieważ dawna wewnętrzna granica Niemiec (pomiędzy NRD i RFN) przecinała terytorium dzisiejszego Parku, toteż znaczna część tego obszaru po stronie dawnej NRD była niedostępna dla obywateli i dzięki temu w znacznym stopniu pozostała nienaruszona przez człowieka.
Park znany jest z realizacji projektu reintrodukcji rysia - od końca lat 90. wypuszczono 26 rysi (głównie potomstwo z ogrodów zoologicznych) przywracając ten gatunek faunie Harzu (na wolności urodziło się już ok. 90 kociąt). Prowadzone są też, na razie nieudane, próby reintrodukcji głuszca. Unikatem przyrodniczym Parku jest też występowanie żbika.
Obecnie 47% terenu Parku podlega ochronie ścisłej jako tzw. Naturdynamikzone, w której nie ingeruje się w naturalne procesy. Na pozostałej części 50% prowadzona jest ochrona czynna ekosystemów leśnych i nieleśnych. Do 2022 r. zakłada się zwiększenie udziału obszaru ochrony ścisłej do 75%.
Park Narodowy Harz znajduje się w rejestrach Międzynarodowej Unii Ochrony Przyrody i Jej Zasobów w kategorii II, tj. zaliczany jest jako park narodowy – National Park.